# 期外収縮
期外収縮（きがいしゅうしゅく）とは、異常な刺激によって心臓が本来の周期を外れて早く収縮する不整脈で、正常で規則正しい脈に混じって、時々早い脈が入り込む。不整脈の原因としては最も頻度が高い。期外収縮を起こしている場所が心房（上室）の場合は「心房性期外収縮（上室性期外収縮）」、心室の場合を「心室性期外収縮」と呼び分けられる。
特に病気がなくても起こる場合が多く、1日に1000回以下（1%未満）の期外収縮は、器質的心疾患がない場合には良性とみなされ、異常として扱われない。

## 症状
自覚症状がない場合が多い。症状が出る場合は胸部不快感（喉元にグリンと浮き上がってくるような感覚やのどが詰まる、胸が押される感じ、脈が一拍抜けるような感じ）、極めて短い胸痛、動悸、程度がひどい場合や連発した場合はさらにめまい、失神を起こす。

## 原因
期外収縮の原因は、
- 器質的疾患を伴わない場合、自律神経のバランスの崩れが多い。すなわち睡眠不足やその他のストレス、アルコール・カフェインの過剰摂取、疲労、加齢、肥満によるものが多い（異常自動能）。タバコの煙や埃が誘引となることもある。

- 心臓に異常な基質（細胞、回路）がある場合（リエントリー・再帰性）、狭心症、心筋梗塞、弁膜症、心筋症など心臓の器質的疾患、心臓のポンプ機能低下や形態の異常（基礎心疾患）を伴う心不全などがある[2]。また、心疾患から合併して起こることもある。その場合は期外収縮から胸痛、心臓の一時的な停止による軽い失神（ブラックアウト）にいたる。

## 種類
異常刺激の発生箇所（焦点）に応じて心房性期外収縮・接合部期外収縮・心室性期外収縮に分けられる。心室性期外収縮については「Lown分類」によって重症度が分類される。心房期外収縮は、左右の心房以外に肺静脈、上大静脈などを発生箇所とする場合が多く、心室期外収縮は左右心室、特に血液が流入および流出する部分や心尖部、左右心室を隔てる中隔を発生箇所とする場合が多い。
また、焦点や基質が複数存在する場合は多源性期外収縮、正常な収縮と異常な収縮との間隔がほとんど変化しない場合は間入性期外収縮、期外収縮によって正常な収縮が相殺されて大幅に変化する場合は代償性期外収縮という。以上のことから、不整脈としては頻脈でも徐脈でもないものとして扱われる。
その他、心疾患、心臓の機能や血管の機能に問題がなければ良性期外収縮、あれば悪性期外収縮という分け方もある。

## Lown分類
| Grade | 特徴                             |
| ----- | -------------------------------- |
| 0     | 期外収縮無し                     |
| 1     | 散発性。1時間に30発未満。        |
| 2     | 頻発性。1時間に30発以上。        |
| 3     | 多形性（期外収縮の波形が複数）。 |
| 4a    | 2連発                            |
| 4b    | 3連発以上（ショートラン型）      |
| 5     | 早発性（R-on-T型）               |

## 検査
- 心電図
- 負荷心電図
- 診察
  - 基礎心疾患の有無
  - 服薬チェック
  - 心血管の機能異常の有無
- 心エコー
- 血液生化学検査
- 心筋シンチ
- 心プール

## 治療
良性期外収縮で生活に重大な支障をきたしていなければ治療しない。きたしている場合は抗不安薬や抗不整脈薬の処方、運動負荷で増悪が見られる場合は運動制限をする。心室性期外収縮に対しては、近年は経皮的カテーテル心筋焼灼術（鼠径部などから挿入した細いカテーテルにより心臓の原因組織を高周波電流で焼灼する根治術）で高い成功率（90%以上）を上げており、悪性の心室性期外収縮を根治する治療として長期の投薬に比較し安全性が高い。

## 予後
良性期外収縮では生命に影響しない。悪性の場合は心房頻拍や心房粗動、心房細動、また心室頻拍や心室細動に移行する可能性が高くなる。